# 中華民國陸軍金門防衛指揮部烈嶼守備大隊
陸軍金門防衛指揮部烈嶼守備大隊（簡稱烈嶼守備隊），為中華民國陸軍駐守於金門縣烈嶼地區的部隊，前身為陸軍金門防衛司令部烈嶼地區指揮部（簡稱烈指部）、陸軍步兵第一五八旅和第一五八師，隊號「誠實部隊」。在精實案解編前長期駐防在烈嶼，因此本隊曾有「烈嶼師」之稱。

## 沿革

### 戡亂時期
- 1948年8月24日，成軍於青島，番號為陸軍步兵第二五五師。
- 1950年3月至5月，參與海南島戰役，後自海南島轉進來台，番號更銜為陸軍整編第八十七師。
- 1952年10月，陸軍步兵第八十七師與陸軍步兵第二一二師所屬一個團於澎湖改編為陸軍步兵第五十八師（師長羅恕人少將）。
- 1956年10月，參加「光復演習」雙十節國慶閱兵大典。
- 1957年6月前後，首次擔任首都衛戍師（臺北衛戍師）。1958年春，移駐林口基地。
- 1958年7月至1960年，駐守金門金西師，參與八二三砲戰。
- 1959年，改編為陸軍前瞻步兵師，為國光計畫龍騰四師之一。
- 1962-1964年12月，參與翟山坑道和四維坑道的建造工程。
- 1966年10月-1969年5月，首度移防烈嶼，師部駐地龍盤山，首任師長湯良浩少將。
- 1969年，陸軍實施嘉禾一號案，改編為陸軍野戰重裝步兵師將重裝師改為三旅九營制（師長韓斌少將）。
- 1971年，第二次擔任首都衛戍師（臺北衛戍師）。
- 1972年6月-1974年2月，再度移防烈嶼，師部駐地龍盤山。
- 1974年2月，移防金門南雄，擔任南雄師。
- 1974年中，移防嘉義中庄。
- 1974年底，第三次擔任首都衛戍師（臺北衛戍師），師部進駐大直。172旅旅部位於台北市和平東路底大我新城現址，173旅旅部位於圓山，174旅旅部位於中正紀念堂現址。
- 1975年7月1日-1976年6月30日，更銜為陸軍步兵第五十三師
- 1976年7月，更銜為陸軍步兵第一五八師，移防台南知母義營區，後再移至中庄。
- 1977年7月-1978年4月，移防金中，師部駐地南雄，472旅（旅長羅鎮上校）駐地南陽坑道，473旅駐地南隘坑道，474旅南干坑道，砲指部駐地？？？（630營漁村），支指部駐地？？？。
- 1978年4月-1979年6月,472旅（旅長羅鎮上校/邱靜賢上校）駐地后宅，473旅（旅長張瑞瑜上校）駐地南塘，474旅（旅長趙國相上校）駐地西宅((亦稱東林旅)。
- 1979年6月-1981年10月，移防回台，師部駐地高雄九曲堂，472旅駐地屏東潮州東岸營區（69/7月與474旅互換營區），473旅駐地高雄衛武營區，474旅高雄橋頭甲圍營區（69/7月與472旅互換營區），砲指部駐地（先）台南網寮營區 (後)衛武營，支指部駐台南兵工廠營區, 工兵駐燕巢。
- 1981年10月-1982年9月，移防金西，師部駐地頂堡，472旅(旅長帥化民上校)駐地東坑，473旅（旅長郎勵精上校）駐地珠山，474旅(旅長童兆陽上校)駐地湖南高地，砲指部駐地榜林 (629營庵前、630營黃厝、631營昔果山、632營古寧頭湖下)，支指部駐地頂堡村。
- 1982年9月-1999年3月，三角輪調制停止，四度且永久性駐防烈嶼，師部駐地龍盤山，472旅駐地南塘，473旅駐地后宅，474旅駐地原為西宅（亦稱東林旅，73年？月移防大金珠山），砲指部駐地龍蟠山下（629營庵頂、630營東林、631營湖下、632營南塘），支指部（73年?月縮編為支援營）駐地麒麟山，師長徐博生少將。
- 1984年，陸軍實施陸精四號案，減編、減裝為「外島步兵師」，員額約8,700人。
- 1987年3月7日，發生東崗事件[1][2]。
- 1994年11月14日，發生小金門高炮誤擊廈門事件[3][4]。
- 1999年2月28日，陸軍步兵第一五八師裁編，第十三任師長單家驊少將。

### 精實時期
- 1999年3月1日，實施精實案，於金門烈嶼改編為陸軍步兵第一五八旅，首任旅長黃奕炳少將。

### 精進時期
- 2007年，實施精進案，於金門烈嶼改編為陸軍金門防衛指揮部烈嶼地區指揮部，首任指揮官任季男少將，末任指揮官賴炯良上校。

### 精粹時期
- 2014年1月21日，實施精粹案，於金門烈嶼改編為陸軍金門防衛指揮部烈嶼守備大隊，員額約800多人，首任大隊長林士偉上校。
- 2023年3月9日，發生陳嘉壎事件[5][6]。

## 編制

### 指揮管轄
- 大隊長 一位 上校

### 直屬單位
- 隊部連
- 戰車連（裝備M41D輕戰車）
- 機步連
- 混砲連
- 步兵營(戰鬥支援連+步兵連*3+火力支援連)
- 大膽守備隊
- 二膽守備隊（加強排級）
- 猛虎嶼守備隊
- 東碇守備隊
- 獅嶼守備隊
- 復興嶼守備隊

## 隊徽含意
- 盾形：具有堅強鞏固、精實戰力之意
- 藍白紅三色：代表效忠中華民國，另寓意該部具有犧牲、團結及奮鬥精神
- 陸軍軍徽：象徵該大隊傳承陸軍忠誠精實軍風
- 愛心：代表該隊官兵具有赤忱效忠國家與熱愛百姓之心

## 附注
1. ↑  郝柏村.  第一版. 台北中山區: 天下遠見文化出版公司. 2000年  [2024-09-24]. ISBN 978-957-621-638-1. （原始内容存档于2021-05-26） （中文（繁體））.
2. ↑  歐芸榕; 張旻儒. . 台北: 公視新聞網. 2024-08-09  [2024-09-24]. （原始内容存档于2024-08-10） （中文（繁體））.
3. ↑  鄭羿菲. . 聯合新聞網 (台北松山: 台灣醒報). 2016-07-04  [2024-09-24]. （原始内容存档于2016-10-20） （中文（繁體））.
4. ↑  郭敏政; 王烱華. . 蘋果日報 (台灣) (台北內湖). 2006-04-09  [2024-09-24]. （原始内容存档于2016-08-14） （中文（繁體））.
5. ↑   (PDF). 陸軍司令部. 桃園龍潭. 2023-03-15  [2024-09-24]. （原始内容存档 (PDF)于2023-03-15） （中文（繁體））.
6. ↑   (PDF). 海洋委員會海巡署. 台北文山. 2023-03-15  [2024-09-26]. （原始内容存档 (PDF)于2023-03-15） （中文（繁體））.